# Сергей Лукяненко
Сергей Василиевич Лукяненко (на руски: Сергей Васильевич Лукьяненко) е съветски, казахстански и руски писател (автор на разкази, романист, сценарист в жанровете научна фантастика и фентъзи), журналист (вкл. колумнист), блогер.

## Биография
Роден е в град Каратау, Казахстан. Завършва Алма-Атинския държавен медицински институт (днес Казахски национален медицински университет) със специалност „Психиатрия“ през 1992 г.
Работи година като лекар-психиатър. После става заместник главен редактор в списанието за фантастика „Миры“ („Светове“) на вестник „Казахстанская правда“. Ръководи също отдела за фантастика в списание „Заря“, член е на редакцията на вестник „Мальвина“.
Преселва се в Москва със семейството си през 1996 г. Води авторска колона в интернет-списанието „Взгляд“ („Поглед“) от януари 2010 г..
Член е на журито за наградата „Странник“.
Носител е на наградите:
- „Старт“ (1993)
- „Меч Руматы“ (1995, [[1997)
- „Интерпресскон“ (1995, 1996)
- „Аелита“ (1999)

## Творчество
Литературното си творчество започва към 1986 г. Някои от ранните му работи не са публикувани. Занимава се професионално с литература от 1993 г. Счита своето творчество отчасти за постмодернистично.
Първото му публикувано произведение е разказът „Нарушение“, който излиза в списание „Заря“ в Алма Ата през 1987 г. Става популярен сред читателите на научна фантастика след излизането на повестта му „Рыцари Сорока Островов“ („Рицарите на четиридесетте острова“) през 1992 г.

## Книгопис

### Ночной дозор
- Ночной дозор (Нощен патрул)
- Дневной дозор (Дневен патрул) (с Владимир Василев)
- Сумеречный дозор (Сумрачен патрул)
- Последний дозор (Последен патрул)
- Новый Дозор (Нов патрул)
- Шестой Дозор (Шести патрул)

### „Лабиринт отражений“
- Лабиринт отражений (Лабиринтът на отраженията)
- Фальшивые зеркала (Фалшивите огледала)
- Прозрачные витражи (Прозрачните витражи)

### „Линия грез“
- Тени снов (Сенките на сънищата)
- Линия грез (Линията на бляновете)
- Императоры иллюзий (Императорите на илюзиите)

### „Лорд с планеты Земля“
- Принцесса стоит смерти (Струва си да се умре за Принцесата)
- Планета, которой нет (Планетата, която не съществува)
- Стеклянное море (Стъкленото море)

### „Звезды – холодные игрушки“
- Звезды – холодные игрушки (Студени играчки са звездите)
- Звездная Тень (Звездната сянка)

### „Остров Русь“ (сЮлий Буркин)
- Сегодня, мама!
- Остров Русь
- Царь, царевич, король, королевич...

### „Холодные берега“
- Холодные берега
- Близится утро

### Работа над ошибками
- Черновик (Чернова)
- Чистовик (Белова)

### „КваZи“
- КваZи
- КайноZой

### Романи
- Геном (1999)
- Танцы на снегу (2001)
- Мальчик и тьма
- Не время для драконов (Не е време за дракони) (с Ник Перумов)
- Осенние визиты
- Рыцари сорока островов (Рицарите на четиридесетте острова)
- Спектр (2002)
- Конкуренты (2008]
- Недотепа (2009]
- Непоседа (2010]

### Повести и разкази
- Атомный сон
- Вечерняя беседа с господином особым послом (Вечерна беседа с господин специалния посланик)
- Визит
- Восточная баллада о доблестном менте
- Восьмой цвет радуги
- Дорога на Веллесберг
- За лесом, где подлый враг...
- Запах свободы
- Именем Земли
- Капитан
- Катерогия „ЗЕТ“
- „Л“ – значит люди
- Ласковые мечты полуночи
- Мой папа – антибиотик
- Мужской разговор
- Нарушение (Нарушение)
- Неделя неудач
- Очень важный груз
- Поезд в теплый край
- Последний шанс
- Почти весна
- Приключения Стора
- Пристань желтых кораблей
- Проводник отсюда
- Профессионал (Професионалист)
- Слуга
- Совпадение (Съвпадение)
- Спираль времени (Спиралата на времето)
- Способность спустить курок
- Тринадцатый город
- Фугу в мундире
- Хозяин дорог
- Человек, который многого не умел (Човекът, който не умееше много неща)
- Чужая боль (Чужда болка)